# 2012년 하계 올림픽 과테말라 선수단
과테말라는 2012년 7월 27일에서 8월 12일까지 영국 런던에서 열린 제30회 하계 올림픽에 참가했다. 1952년 헬싱키 올림픽에 처음 참가한 후 불참한 세 번을 제외하고 열세 번째 참가였다.
과테말라 올림픽 위원회는 이 대회에 1996년 애틀란트 올림픽 이후 가장 규모가 큰 선수단을 파견했다. 선수단은 열한 종목에 걸쳐 남자 열둘, 여자 일곱 모두 열아홉 선수로 구성되었다.
개막식 기수는 Laser sailor인 후안 이냐시오 마엘리가 맡았다. 선수단에서 가장 나이가 많은 선수는 사격 선수인 마흔한 살 세르히오 산체스였다.
선수단은 과테말라 첫 올림픽 메달을 획득했다. 주인공은 남자 경보에서 은메달을 딴 에리크 바론도였다.

## 메달 집계

### 종목별 참가 선수 및 메달 집계
| 종목     | 참가 선수 | 1 | 2 | 3 | 합계 |
| 근대5종  | 1         |   |   |   | 0    |
| 배드민턴 | 1         |   |   |   | 0    |
| 사격     | 2         |   |   |   | 0    |
| 수영     | 1         |   |   |   | 0    |
| 사이클   | 1         |   |   |   | 0    |
| 역도     | 1         |   |   |   | 0    |
| 요트     | 2         |   |   |   | 0    |
| 유도     | 1         |   |   |   | 0    |
| 육상     | 6         |   | 1 |   | 1    |
| 체조     | 1         |   |   |   | 0    |
| 합계     | 19        | 0 | 1 | 0 | 1    |

### 메달리스트
| 메달 | 이름          | 종목 | 세부 종목      | 날짜    |
| ---- | ------------- | ---- | -------------- | ------- |
|      | 에리크 바론도 | 육상 | 남자 경보 20km | 8월 4일 |

## 종목별 성적

### 근대 5종
| 선수              | 세부 종목 | 펜싱 | 펜싱 | 펜싱 | 펜싱 | 수영 (200m 자유형) | 수영 (200m 자유형) | 수영 (200m 자유형) | 승마 | 승마 | 승마 | 복합 (크로스컨트리+사격) | 복합 (크로스컨트리+사격) | 복합 (크로스컨트리+사격) | 합계 | 최종 순위 |
| 선수              | 세부 종목 | 승   | 패   | 순위 | 점수 | 기록               | 순위               | 점수               | 기록 | 순위 | 점수 | 기록                     | 순위                     | 점수                     | 합계 | 최종 순위 |
| 안드레이 헤오르헤 | 남자 개인 | 15   | 20   | =25  | 760  | 2:13.89            | 35                 | 1196               | 88   | 22   | 1112 | 11:15.58                 | 27                       | 2300                     | 5368 | 31        |

### 배드민턴
| 선수        | 세부 종목 | 그룹/예선                    | 그룹/예선                | 그룹/예선     | 그룹/예선            | 16강          | 8강           | 준결승        | 결승/3-4위 결정전 | 최종 순위 |
| 선수        | 세부 종목 | 상대선수 결과                | 상대선수 결과            | 상대선수 결과 | 순위                 | 상대선수 결과 | 상대선수 결과 | 상대선수 결과 | 상대선수 결과     | 최종 순위 |
| 케빈 코르돈 | 남자 단식 | 헨리 후르스카이넨 승 (2 - 1) | 라지브 우세프 승 (2 - 1) | 1 Q           | 사사키 쇼 패 (0 - 2) | 진출 못함     | 진출 못함     | 진출 못함     | =9                |           |

### 사이클

#### 도로 경기
| 선수          | 세부 종목           | 기록      | 순위      | 순위 |
| 마누엘 로다스 | 남자 개인 도로 경기 | 완주 못함 | 완주 못함 |      |

### 사격
과테말라는 선수 두 명이 대회 참가 자격을 얻었다.
남자
| 선수             | 세부 종목       | 예선   | 예선 | 결선      | 결선      |
| 선수             | 세부 종목       | 스코어 | 순위 | 스코어    | 최종 순위 |
| Jean Pierre Brol | Trap            | 116    | 28   | 진출 못함 | 진출 못함 |
| Sergio Sánchez   | 10 m air pistol | 565    | 42   | 진출 못함 | 진출 못함 |
| Sergio Sánchez   | 50m 권총        | 533    | 36   | 진출 못함 | 진출 못함 |

### 수영
남자
| 선수        | 세부 종목        | 예선  | 예선 | 준결선    | 준결선    | 결선      | 결선      |
| 선수        | 세부 종목        | 기록  | 순위 | 기록      | 순위      | 기록      | 최종 순위 |
| Kevin Ávila | 남자 자유형 100m | 51.44 | 38   | 진출 못함 | 진출 못함 | 진출 못함 | 진출 못함 |

### 역도
과테말라는 남자 1명, 여자 1명 모두 두 명의 선수가 참가 자격을 얻었다.
| 선수             | 세부 종목      | 인상 | 인상 | 용상 | 용상 | 합계 | 합계 |
| 선수             | 세부 종목      | 기록 | 순위 | 기록 | 순위 | 기록 | 순위 |
| Christian López  | 남자 +105kg급  | 172  | 16   | 215  | 14   | 387  | 15   |
| Astrid Camposeco | Women's +75 kg | 93   | 12   | 115  | 11   | 208  | 11   |

### 요트
남자
| 선수                | 세부 종목 | 레이스 | 레이스 | 레이스 | 레이스 | 레이스 | 레이스 | 레이스 | 레이스 | 레이스 | 레이스 | 레이스 | 포인트 | 최종 순위 | 최종 순위 |
| 선수                | 세부 종목 | 1      | 2      | 3      | 4      | 5      | 6      | 7      | 8      | 9      | 10     | M*     | 포인트 | 최종 순위 | 최종 순위 |
| Juan Ignacio Maegli | 레이저급  | 1      | 10     | 7      | 13     | 5      | 20     | 7      | 10     | 21     | 21     | 7      | 108    | 9         |           |

여자
| 선수          | 세부 종목         | 레이스 | 레이스 | 레이스 | 레이스 | 레이스 | 레이스 | 레이스 | 레이스 | 레이스 | 레이스 | 레이스 | 포인트 | 최종 순위 | 최종 순위 |
| 선수          | 세부 종목         | 1      | 2      | 3      | 4      | 5      | 6      | 7      | 8      | 9      | 10     | M*     | 포인트 | 최종 순위 | 최종 순위 |
| Andrea Aldana | 레이저 레이디얼급 | 24     | 36     | 34     | 39     | 38     | 8      | 24     | 33     | 29     | 31     | EL     | 257    | 32        |           |

M = Medal race; EL = Eliminated – 진출 못함 into the medal race;

### 유도
남자
| 선수            | 세부 종목         | 32강                          | 16강           | 준준결승       | 준결승         | 결승           | 최종 순위 |
| 선수            | 세부 종목         | 상대 선수 결과                | 상대 선수 결과 | 상대 선수 결과 | 상대 선수 결과 | 상대 선수 결과 | 최종 순위 |
| Darrel Castillo | 남자 100kg 이상급 | Kamikawa (JPN) · 패 0000–0100 | 진출 못함      | 진출 못함      | 진출 못함      | 진출 못함      | =17       |

### 육상
올림픽 출전 기준 기록을 통과한 여섯 선수가 육상 종목에 참가했다. (세부 종목별로 기준 기록 A를 통과한 선수를 한 나라 당 세 명까지 참가시킬 수 있었다. 만약 A기록을 통과한 선수가 없다면, B기록을 통과한 선수 한 명을 참가시킬 수 있었다)
남자
| 선수              | 세부 종목 | 기록    | 순위 |
| Erick Barrondo    | 20km 경보 | 1:18:57 | 2    |
| Erick Barrondo    | 50km 경보 | 실격    | 실격 |
| José Amado García | 마라톤    | 2:18:23 | 38   |
| Jaime Quiyuch     | 50km 경보 | DSQ     | DSQ  |

여자
| 선수                   | 세부 종목 | 기록    | 순위 |
| Jamy Franco            | 20km 경보 | 1:33:18 | 31   |
| Mayra Carolina Herrera | 20km 경보 | 1:35:33 | 46   |
| Mirna Ortiz            | 20km 경보 | 실격    | 실격 |

### 체조
여자
| 선수            | 세부 종목 | 예선     | 예선   | 예선       | 예선   | 예선   | 예선 | 결선     | 결선   | 결선       | 결선   | 결선   | 최종 순위 |
| 선수            | 세부 종목 | 기구     | 기구   | 기구       | 기구   | 합계   | 순위 | 기구     | 기구   | 기구       | 기구   | 합계   | 최종 순위 |
| 선수            | 세부 종목 | 마루운동 | 도마   | 이단평행봉 | 평균대 | 합계   | 순위 | 마루운동 | 도마   | 이단평행봉 | 평균대 | 합계   | 최종 순위 |
| Ana Sofía Gómez | 개인 종합 | 14.000   | 14.533 | 13.266     | 14.333 | 56.132 | 16 Q | 13.400   | 14.633 | 13.733     | 13.133 | 54.899 | 22        |

### 태권도
과테말라는 여자 선수 1명이 대회 참가 자격을 얻었다.
| 선수             | 세부 종목   | 16강                  | 준준결승       | 준결승         | 패자부활전 (예선)              | 패자부활전 (동메달 결정전) | 결승           | 최종 순위 |
| 선수             | 세부 종목   | 상대 선수 결과        | 상대 선수 결과 | 상대 선수 결과 | 상대 선수 결과                 | 상대 선수 결과             | 상대 선수 결과 | 최종 순위 |
| Elizabeth Zamora | 여자 49kg급 | Wu Jy (CHN) · 패 2–10 | 진출 못함      | 진출 못함      | 가사하라 에리카 (JPN) · 승 6–2 | Sonkham (THA) · 패 0–8     | 진출 못함      | 5         |

## 같이 보기
- 올림픽 과테말라 선수단